# 盧亨
盧亨（1455年—？），字永泰，山東濟南府商河縣人，軍籍，明朝政治人物。

## 生平
山東鄉試第十七名舉人。成化二十三年（1487年）中式丁未科會試第三百三十三名，二甲第十五名進士。授兵科給事中，奉命查盘延绥、宁夏等处钱粮。弘治十年十一月升户科左，以清宁宫灾，言法祖修政四事。九年秩满，十二年四月升本科都，十三年九月升尚寶司卿，十七年十一月升通政司右通政、提督誊黄，正德二年（1507年）五月升南京太常寺卿，四年五月以考察乞休。

## 家族
曾祖盧士新；祖父盧勝舉；父盧彬，主簿。母周氏。慈侍下。兄盧茂。